# Nantwich

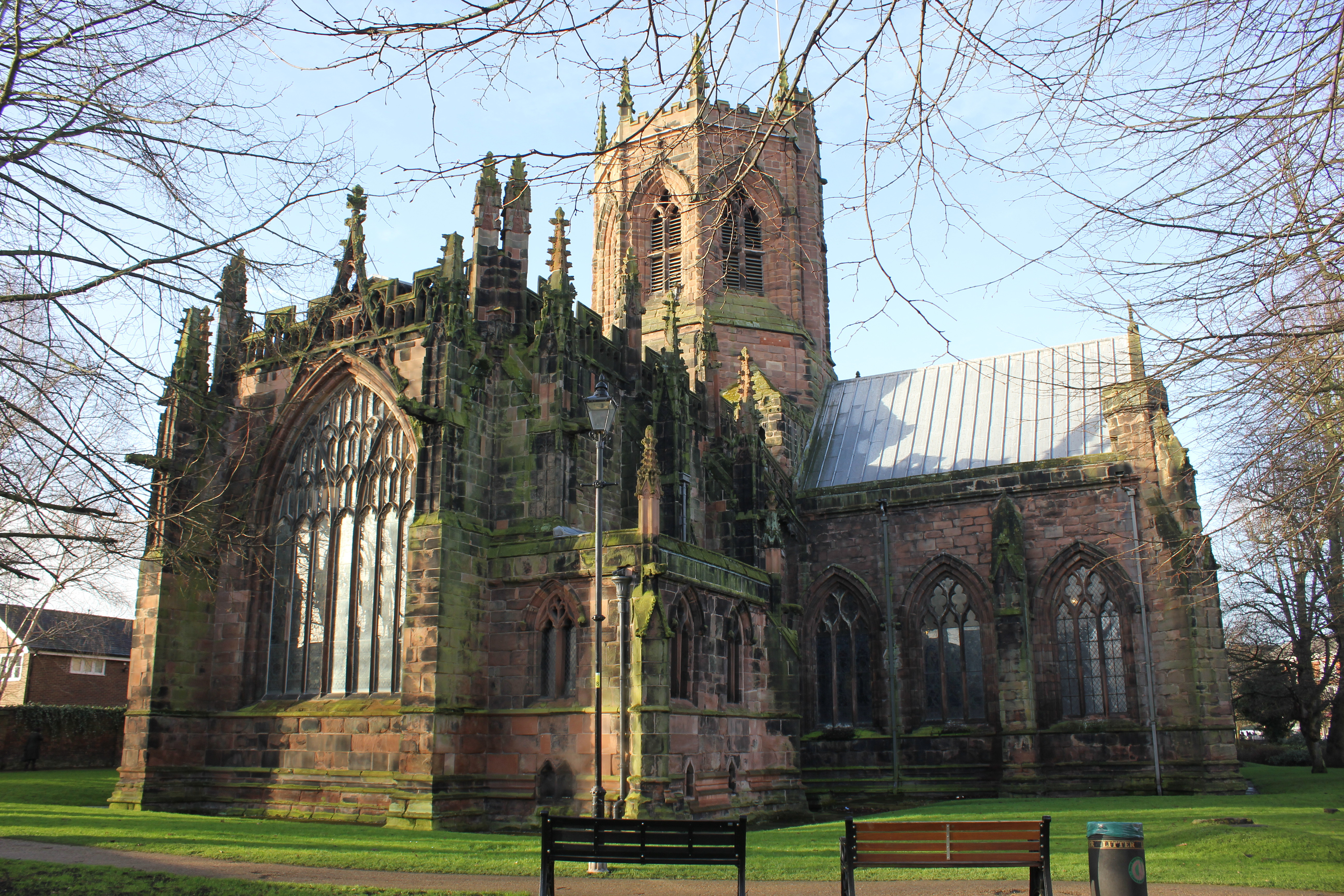
St Mary’s Church (von Nordosten)

Nantwich ist eine knapp 20.000 Einwohner zählende Stadt und Civil parish in der englischen Grafschaft (county) Cheshire.

## Lage und Klima
Nantwich liegt zwischen Birmingham und Liverpool nahe der walisischen Grenze am River Weaver in etwa 45 m Höhe. Das Klima ist eher kühl und regnerisch; Regen (ca. 800–1000 mm/Jahr) fällt übers Jahr verteilt.

## Bevölkerung
| Jahr      | 2001   | 2011   | 2021   |
| Einwohner | 13.617 | 17.172 | 18.734 |

Das Bevölkerungswachstum beruht im Wesentlichen auf dem Zuzug von Familien aus dem Umland sowie aus anderen Teilen des Commonwealth.

## Geschichte
In der Zeit der römischen Herrschaft befand sich hier ein Militärlager. Eine Siedlung mit Namen Wich Malbanc, später Namptwych, entstand vor etwa tausend Jahren. Im Dezember 1583 wütete in der kleinen Stadt 20 Tage lang ein Brand, dem etwa die Hälfte der Gebäude zum Opfer fiel. Zu Beginn des Jahres 1644 wurde Nantwich im Englischen Bürgerkrieg von den Iren belagert. Im Jahr 1849 wütete eine Cholera-Epidemie in der Stadt, die damals etwa ein Sechstel der Einwohner verlor.

## Wirtschaft
Bis ins 19. Jahrhundert hinein war die Salzgewinnung der bedeutendste Wirtschaftszweig der Stadt, in der auch mehrere Gerbereien ansässig waren. Im Nordwesten beginnt der Llangollen-Kanal, im 19. Jahrhundert wurde der Ort von der Nantwich and Market Drayton Railway erschlossen. In der Stadt befindet sich heute der Sitz der Molda UK Limited.

## Sehenswürdigkeiten
Sehenswert sind neben der St Mary’s Church einige Bauwerke, die den Großbrand des Jahres 1583 überstanden haben – z. B. das Churche’s Mansion, das Crown Hotel auf der High Street oder das Haus 116 Hospital Street.
Umgebung
- Ungefähr 12 km südlich liegt die Combermere Abbey.

## Persönlichkeiten
- William Anderson (1901–1983), Eishockeyspieler
- William Bowman (1816–1892), Anatom
- Alan A’Court (1934–2009), Fußballspieler
- Lisa Eyre (* 1968), Ruderin
- John Gerard (1545–1612), Botaniker
- Matthew Henry (1662–1714), Bibelkommentator
- Peter Heywood (1772–1831), Seeoffizier
- Kenneth Mather (1911–1990), Genetiker
- Ben Miller (* 1966), Schauspieler
- Juanita Talarek (* 1965), Balletttänzerin
- Michael Winstanley (1918–1993), Moderator